# Château Bexon
Pour les articles homonymes, voir Bexon.
Le château Bexon est un château de la commune de Remiremont au sud-est du département des Vosges en région Lorraine. 

## Histoire
Le château est construit au XVIIe siècle par un noble inconnu. Il appartient à un certain M. Martin en 1749, puis à la famille Bexon qui lui donne son nom actuel. Il appartient ensuite à plusieurs autres familles.
Il est fort probable que Gabriel Bexon (1747-1784), abbé et naturaliste, et son frère Scipion Jérôme Bexon, criminaliste, ait connu cette demeure. Ils ont donné leur nom à la rue où se trouve le château, la rue des frères Bexon.
À ce jour, le château ne fait l'objet d'aucune inscription ou classement au titre des monuments historiques.

## Description
Le château est un édifice sobre, sur deux niveaux, entouré de deux tours. Une fenêtre bouchée à la tour sud prouve qu'une chapelle s'y trouvait. Une petite niche cintrée se trouve au dessus de la porte d'entrée.
Le château est en bon état extérieur grâce aux propriétaires actuels (famille Debuchy).